# Georgi Bratoev
Georgi Bratoev Saškov (in bulgaro Георги Сашков Братоев?; Sofia, 21 ottobre 1987) è un pallavolista bulgaro.
Gioca nel ruolo di palleggiatore nell'Hebăr. È il fratello gemello del pallavolista Valentin Bratoev.

## Palmarès

### Club
- Campionato bulgaro: 6

2004-05, 2005-06, 2008-09, 2016-17, 2017-18, 2018-19
- Coppa di Bulgaria: 3

2005-06, 2011-12, 2017-18
- Supercoppa bulgara: 1

2017

### Nazionale (competizioni minori)
- Giochi europei 2015

### Premi individuali
- 2012 - World League: Miglior palleggiatore
- 2012 - Giochi della XXX Olimpiade: Miglior palleggiatore